# Saint-Maurice-d’Ardèche
Saint-Maurice-d’Ardèche település Franciaországban, Ardèche megyében. Lakosainak száma 373 fő (2022. január 1.). Saint-Maurice-d’Ardèche Balazuc, Lagorce, Lanas, Rochecolombe és Vogüé községekkel határos.

## Népesség
A település népessége az elmúlt években az alábbi módon változott:
| Lakosok száma | 170  | 206  | 214  | 293  | 332  | 314  | 306  | 313  | 332  | 373  |
|               | 1968 | 1982 | 1990 | 2006 | 2013 | 2015 | 2017 | 2019 | 2020 | 2022 |